# Івацевицький район
Івацевицький район (біл. Івацэвіцкі раён, Ivacevicki rajon) — адміністративно-територіальна одиниця у складі Берестейської області Білорусі. Адміністративний центр — місто Івацевичі.
Етнічно територія району ділиться на українську (південну, меншу) та білоруську (північну) частини, розмежування проходить від села Річиця до Вигонівського озера. Українська частина району належить до Заясельдя.

## Адміністративно-територіальний устрій
Адміністративно-територіальний устрій району:
- Битенська сільська рада
  - село Битень
  - село Довге
  - село Запілля
  - село Заріччя
  - село Козино
  - село Мантюти
  - село Мироним
  - село Наливки
  - село Погор'я
  - село Приборово
  - село Рудня
  - село Угли
- Вольковська сільська рада
  - село Волька
  - село Могилиці
  - село Чемели
- Добромисленська сільська рада
  - село Глядення
  - село Добромисль
  - село Закапличчя
  - село Селець
  - селище Сосновий Бор
  - селище Юголин
- Домановська сільська рада
  - село Вишневка
  - село Добринево
  - село Доманово
  - село Коханово
- Житлинська сільська рада
  - село Власовці
  - село Воля
  - село Вулька-Обрівська
  - село Житлин
  - село Зибайли
  - село Козики
  - село Корочин
  - село Серадово
  - село Ходаки
  - село Яблонка
- Квасевицька сільська рада
  - село Альба
  - село Белавичі
  - село Верешки
  - село Запілля
  - село Іодчики
  - село Квасевичі
  - село Ольшаниця
  - село Скурати
  - село Сторожовщина
  - село Ходорки
  - село Хрищеновичі
  - село Ятвезь
- Любищицька сільська рада
  - село Любищиці
  - селище Майськ
  - село Панки
  - село Плехово
- Милейковська сільська рада
  - село Галик
  - село Булла
  - село Бусяж
  - село Гладиші
  - село Галинка
  - село Гривда
  - село Доргужи
  - село Дубитово
  - село Жемойдяки
  - село Кулеші
  - село Лозовці
  - село Милейки
  - село Рацкевичі
  - село Соковці
  - село Хороща
- Обрівська сільська рада
  - село Оброво
- Омельнянська сільська рада
  - село Глінна
  - село Гоща
  - село Колонськ
  - село Коранна
  - село Омельна
- Подстаринська сільська рада
  - село Борки
  - село Кушнери
  - село Озерцо
  - село Подстаринь
  - село Руда
  - село Сеньковичі
  - село Холоп'я
- Річківська сільська рада
  - село Гутка
  - село Краї
  - село Річки
  - село Рудня
- Святовольська сільська рада
  - село Велика Гать
  - село Довга
  - село Свята Воля
  - село Турна
- Стайковська сільська рада
  - село Алексейки
  - село Бичь
  - село Гощево
  - селище Зелений Бор
  - село Михновичі
  - село Нехачево
  - село Овсто
  - село Размерки
  - село Стайки
  - село Юкевичі
- Телеханська сільська рада
  - село Бобровичі
  - село Вигонощі
  - село Вулька-Телеханська
  - село Глинище
  - село Гортоль
  - село Краглевичі
  - село Сомино
- Яглевицька сільська рада
  - село Барани
  - село Галенчиці
  - село Гичиці
  - село Єлки
  - село Яглевичі

Колишні сільські ради:
- Вигонощанська сільська рада (ліквідована 26 червня 2013 року[5])
- Козицька сільська рада (ліквідована 26 червня 2013 року[5])
- Косовська сільська рада (ліквідована 17 вересня 2013 року[6])

## Населення
За переписом населення Білорусі 2009 року чисельність населення району становило 59 906 осіб.

### Національність
Розподіл населення за рідною національністю за даними перепису 2009 року:
| Національність                | Осіб  | Відсоток |
| ----------------------------- | ----- | -------- |
| білоруси                      | 56571 | 94,43 %  |
| росіяни                       | 2199  | 3,67 %   |
| українці                      | 553   | 0,92 %   |
| поляки                        | 316   | 0,53 %   |
| національність не вказана     | 45    | 0,08 %   |
| цигани                        | 20    | 0,03 %   |
| німці                         | 20    | 0,03 %   |
| молдовани                     | 16    | 0,03 %   |
| азербайджанці                 | 15    | 0,03 %   |
| литовці                       | 14    | 0,02 %   |
| татари                        | 13    | 0,02 %   |
| чуваші                        | 13    | 0,02 %   |
| вірмени                       | 9     | 0,02 %   |
| грузини                       | 9     | 0,02 %   |
| національність не повідомлена | 9     | 0,02 %   |
| євреї                         | 8     | 0,01 %   |
| латиші                        | 8     | 0,01 %   |
| дві та більше національності  | 7     | 0,01 %   |
| узбеки                        | 6     | 0,01 %   |
| комі-перм'яки                 | 6     | 0,01 %   |
| греки                         | 5     | 0,01 %   |
| туркмени                      | 4     | 0,01 %   |
| мордва                        | 4     | 0,01 %   |
| казахи                        | 3     | 0,01 %   |
| болгари                       | 3     | 0,01 %   |
| араби                         | 2     | 0,00 %   |
| башкири                       | 2     | 0,00 %   |
| удмурти                       | 2     | 0,00 %   |
| естонці                       | 2     | 0,00 %   |
| карели                        | 2     | 0,00 %   |
| гагаузи                       | 2     | 0,00 %   |
| абхази                        | 2     | 0,00 %   |
| таджики                       | 1     | 0,00 %   |
| в'єтнамці                     | 1     | 0,00 %   |
| турки                         | 1     | 0,00 %   |
| афганці                       | 1     | 0,00 %   |
| перси                         | 1     | 0,00 %   |
| чеченці                       | 1     | 0,00 %   |
| комі                          | 1     | 0,00 %   |
| фіни                          | 1     | 0,00 %   |
| румуни                        | 1     | 0,00 %   |
| угорці                        | 1     | 0,00 %   |
| кабардинці                    | 1     | 0,00 %   |
| ассирійці                     | 1     | 0,00 %   |
| єзиди                         | 1     | 0,00 %   |
| калмики                       | 1     | 0,00 %   |
| уйгури                        | 1     | 0,00 %   |
| інша національність           | 1     | 0,00 %   |
| Разом                         | 59906 | 100 %    |

## Відомі особистості
У районі народились:
- Аніщик Михайло Трохимович (1905—1973) — діяч революційного руху в Західній Білорусі.
- Ярчак Микола Петрович (* 1950) — білоруський хімік.